# Jochen Paulus
Jochen Paulus (* 18. Mai 1969 in Bad Hersfeld) ist ein deutscher Jurist, ehemaliger Politiker (FDP, AfD) und ehemaliger Abgeordneter des Hessischen Landtags.

## Ausbildung und Beruf
Paulus legte 1988 nach dem Besuch der Grundschule in Alheim-Hergershausen und der Jakob-Grimm-Schule, einem Gymnasium in Rotenburg an der Fulda, das Abitur ab. Zwischen Juli 1988 und März 1990 arbeitete er als Müllwerker bei der Fa. Edelhoff in Bad Hersfeld, unterbrochen durch den Wehrdienst von Oktober 1988 bis Dezember 1989 in Marburg und Hessisch Lichtenau.
Von April 1990 bis November 1995 studierte Paulus an der Philipps-Universität Marburg Rechtswissenschaften. Nach dem ersten Staatsexamen und dem Referendariat legte er im August 1998 das zweite Staatsexamen ab und arbeitete seitdem als Rechtsanwalt. Von September 1998 bis Januar 2000 war er als angestellter Anwalt in Eisenach und von Februar 2000 bis Ende 2001 in Bebra tätig, bevor er sich Anfang 2002 als selbständiger Rechtsanwalt in Bebra niederließ.
Im Januar 2013 wurde Paulus zum Vorsitzenden des neugegründeten Kreisverbandes Fulda-Werra des Bundes der Wohnungs- und Grundeigentümer (BWE) gewählt.
Jochen Paulus ist geschieden und hat zwei Töchter.

## Politik
Paulus gehörte während der Schulzeit Mitte der 80er-Jahre dem SPD-Parteinachwuchs an. Die Jusos verließ er zu Beginn seines Jura-Studiums und trat nach längerer Pause 1997 der FDP bei. Von April 2006 bis März 2010 war er stellvertretender Vorsitzender des FDP-Kreisverbandes Hersfeld-Rotenburg.
Von März 2008 bis Juni 2013 war Paulus Mitglied des Kreistages Hersfeld-Rotenburg und ab 16. Mai 2011 dessen stellvertretender Vorsitzender.
Bei der Landtagswahl in Hessen 2009 kandidierte Paulus im Wahlkreis Rotenburg erfolglos, rückte aber über die FDP-Landesliste in den Landtag nach, nachdem Nicola Beer Staatssekretärin wurde und ihr Landtagsmandat daher ruhte.
Paulus war Mitglied des Landesverbandes der Liberalen Juristen in Hessen.
Am 5. Mai 2013 trat er aus der FDP aus und wechselte zur Alternative für Deutschland. Im Landtag war er damit fraktionsloser Abgeordneter. Die FDP reagierte verärgert und forderte Paulus auf, sein Mandat aufzugeben. Der FDP-Fraktionsvorsitzende Wolfgang Greilich sagte, Paulus habe seit Monaten „seine Verpflichtungen aus dem Mandat nicht wahrgenommen, seitdem ihm klar wurde, dass die FDP ihn nicht wieder nominieren würde“. Auch der FDP-Landesvorsitzende Jörg-Uwe Hahn warf ihm vor, er habe sich „seinen Mandatspflichten entzogen“, und sprach laut einem Bericht der Wochenzeitung Die Zeit von „ärztlichen Attesten“, die Paulus vorgelegt habe. Paulus wies die Stellungnahmen von Hahn und Greilich als „Unverschämtheit“ zurück. Er begründete den Übertritt mit dem „wahnsinnigen Eurounterstützungskurs der FDP“. Eineinhalb Monate später trat er aus der AfD aus, bei der er mit einer Kandidatur auf Listenplatz zwei für die Landtagswahl in Hessen 2013 durchgefallen war, und kündigte seinen Rückzug aus der Politik an.